# Emberiza
Emberiza é um gênero de ave da família Emberizidae.

## Espécies
Quarenta e três espécies são reconhecidas para o gênero Emberiza:
- Emberiza lathami
- Emberiza siemsseni
- Emberiza calandra
- Emberiza citrinella
- Emberiza leucocephalos
- Emberiza cia
- Emberiza godlewskii
- Emberiza cioides
- Emberiza stewarti
- Emberiza jankowskii
- Emberiza buchanani
- Emberiza cineracea
- Emberiza hortulana
- Emberiza caesia
- Emberiza cirlus
- Emberiza striolata
- Emberiza sahari
- Emberiza impetuani
- Emberiza tahapisi
- Emberiza socotrana
- Emberiza capensis
- Emberiza vincenti
- Emberiza tristrami
- Emberiza fucata
- Emberiza pusilla
- Emberiza chrysophrys
- Emberiza rustica
- Emberiza elegans
- Emberiza aureola
- Emberiza poliopleura
- Emberiza flaviventris
- Emberiza affinis
- Emberiza cabanisi
- Emberiza rutila
- Emberiza koslowi
- Emberiza melanocephala
- Emberiza bruniceps
- Emberiza sulphurata
- Emberiza spodocephala
- Emberiza variabilis
- Emberiza pallasi
- Emberiza yessoensis
- Emberiza schoeniclus